# Sander van de Streek
Sander van de Streek, né le 24 mars 1993 à Barneveld aux Pays-Bas, est un footballeur néerlandais qui évolue au poste de milieu offensif à Antalyaspor.

## Biographie

### Débuts professionnels
Né à Barneveld aux Pays-Bas, Sander van de Streek est formé par le Vitesse Arnhem. En 2013, il est prêté au club estonien du Flora Tallinn.
Sans avoir joué le moindre match avec l'équipe première du Vitesse, Van de Streek s'engage librement avec le SC Cambuur, le transfert est annoncé dès le 1er mai 2014. Il joue son premier match en Eredivisie lors de sa première apparition sous ses nouvelles couleurs, le 22 août 2014, contre l'Heracles Almelo. Il est titularisé lors de cette rencontre remportée par les siens (0-1). Il inscrit son premier but dès son deuxième match pour Cambuur, le 14 septembre suivant, face au FC Groningue. Il marque son premier but seulement quelques minutes après être entré en jeu, et participe ainsi à la victoire de son équipe (3-0).
Le 15 février 2015, il se met en évidence en marquant son premier doublé en Eredivisie, lors de la réception du SC Heerenveen. Cette saison là, il inscrit un total de sept buts en championnat.
Lors de la saison 2016-2017, il s'illustre en inscrivant un total de 22 buts en Eerste Divisie (deuxième division). Il est l'auteur de deux triplés lors de la double confrontation face au FC Oss.

### FC Utrecht
Le 2 juin 2017, est annoncé le transfert de Sander van de Streek au FC Utrecht. Il s'engage pour un contrat de trois ans. Il joue son premier match sous ses nouvelles couleurs le 13 juillet 2017, lors d'une rencontre qualificative pour la Ligue Europa contre le Valletta FC. Il est titulaire et les deux équipes se neutralisent (0-0).
Lors de la saison 2017-2018 il inscrit un total de dix buts, avec notamment un doublé sur la pelouse du Roda JC. Cela fait de lui le deuxième meilleur buteur de son équipe, derrière Zakaria Labyad.
Le 3 novembre 2019, Van de Streek se fait remarquer en réalisant un doublé face au Fortuna Sittard, en championnat. Il contribue ainsi à la large victoire de son équipe ce jour-là (6-0 score final), qui lui permet de se hisser à la quatrième place du classement à la trêve. Utrecht termine finalement sixième au terme de la saison 2019-2020.
Le 19 février 2021, il est l'auteur d'un nouveau doublé, lors d'un match de championnat contre Willem II. Il contribue ainsi à la victoire de son équipe (0-6 score final). En mai 2021, à l'issue de la saison 2020-2021, Van de Streek reçoit le trophée Di Tommaso, un titre décerné par les supporters du club pour élire le joueur de la saison.

### Antalyaspor
Le 18 août 2023, Sander van de Streek prend la direction de la Turquie afin de s'engager librement avec Antalyaspor. Il signe un contrat de deux ans, soit jusqu'en juin 2025, avec une année supplémentaire en option.

## Palmarès
Flora Tallinn
- Coupe d'Estonie de football
  - Vainqueur en 2013